# Ville Lajunen
Ville Ilmari Lajunen (* 8. März 1988 in Helsinki) ist ein finnischer Eishockeyspieler, der seit Juli 2024 erneut bei Kiekko-Espoo aus der finnischen Liiga unter Vertrag steht und dort auf der Position des Verteidigers spielt. Zuvor absolvierte Lajunen jeweils weit über 350 Partien in der Liiga und Kontinentalen Hockey-Liga (KHL), in denen er zusammen weit über 700 Partien bestritt, sowie die Schwenninger Wild Wings in der DEL aktiv. Sein jüngerer Bruder Jani Lajunen ist ebenfalls professioneller Eishockeyspieler.

## Karriere

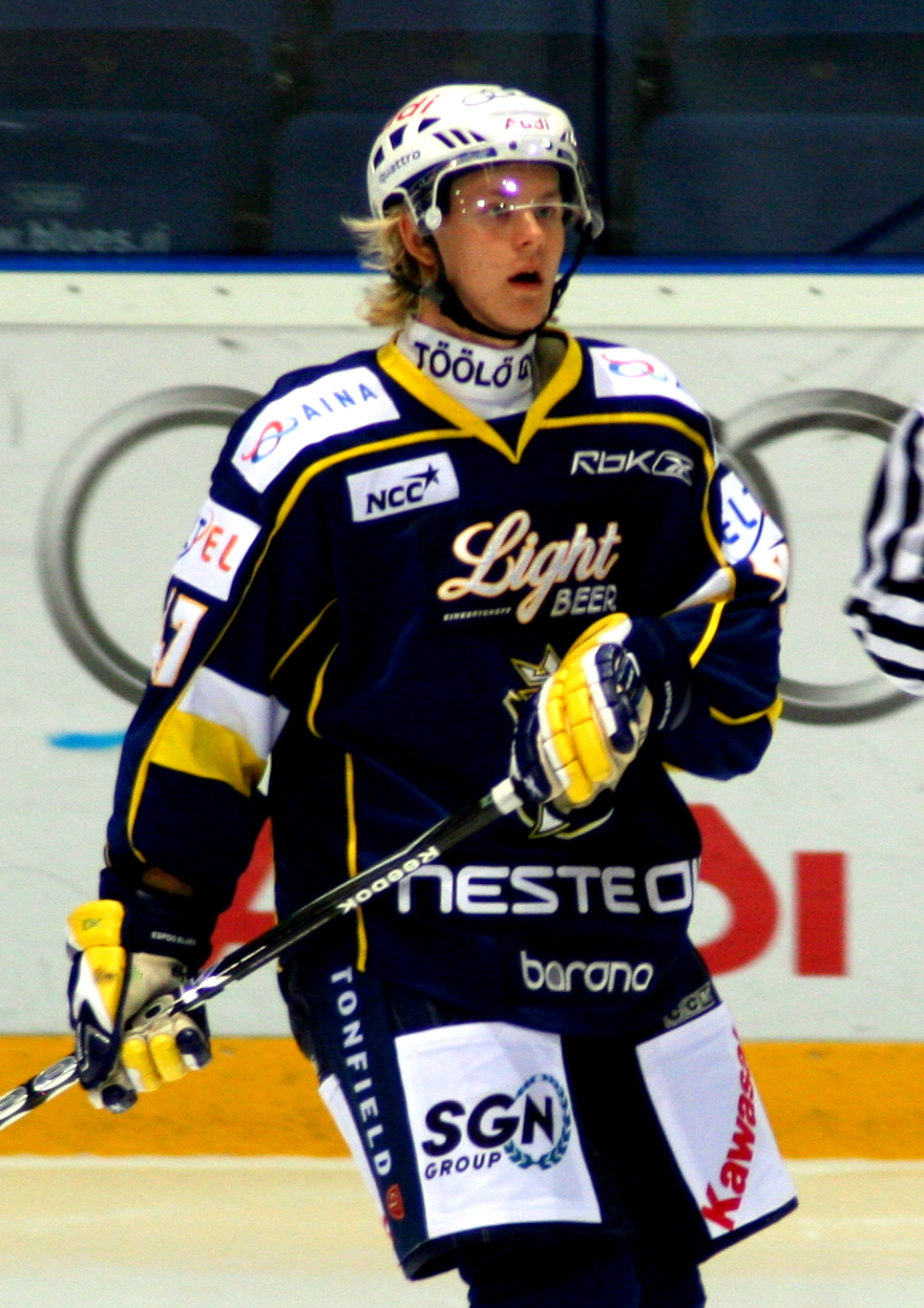
Lajunen im Trikot der Espoo Blues (2009)

Lajunen begann seine Karriere als Eishockeyspieler in der Jugend des finnischen Erstligisten Espoo Blues, für deren Profimannschaft er in der Saison 2006/07 sein Debüt in der SM-liiga gab. Dabei blieb er in drei Spielen punkt- und torlos blieb. In der folgenden Spielzeit wurde der Verteidiger mit seinem Team Vizemeister. Neben den Espoo Blues spielte Lajunen von 2006 bis 2008 ebenso für die finnische U20-Nationalmannschaft in der zweitklassigen Mestis als auch für KooKoo Kouvola. In der Saison 2008/09 konnte Lajunen sich einen Stammplatz im Team von Espoo erspielen und erzielte in 45 Spielen insgesamt 19 Scorerpunkte, darunter acht Tore. Im November 2011 wechselte der Finne zum HK Metallurg Magnitogorsk in die Kontinentale Hockey-Liga (KHL).
Zwischen 2012 und 2014 stand Lajunen beim Färjestad BK, mit dem er 2014 erneut schwedischer Vizemeister wurde und zuvor am All-Star Game der Svenska Hockeyligan (SHL) teilgenommen hatte. Zur Saison 2014/15 wurde er vom finnischen Klub Jokerit Helsinki, der in die KHL eingestiegen war, verpflichtet. Dort spielte er bis zum Frühjahr 2017. In der Saison 2017/18 stand Lajunen beim HK Spartak Moskau unter Vertrag, ehe er im Mai 2018 von Kunlun Red Star verpflichtet. Dort verbrachte der Finne ebenso eine Spielzeit wie in der Folge beim HK Witjas. Im September 2020 kehrte der Verteidiger in sein Heimatland zurück und unterschrieb einen Vertrag bei TPS Turku. In den folgenden zwei Jahren agierte er als Assistenzkapitän bei TPS, ehe er im Juni 2022 von den Schwenninger Wild Wings aus der Deutschen Eishockey Liga (DEL) unter Vertrag genommen wurde. Dort verbrachte der erfahrene Finne eine Spielzeit und gehörte mit 45 Scorerpunkten zu den punktbesten Abwehrspielern der Liga. Zur Saison 2023/24 wechselte er innerhalb der DEL für ein Jahr zu den Löwen Frankfurt. Anschließend kehrte Lajunen in sein Heimatland zurück, wo er von seinem Stammverein Kiekko-Espoo verpflichtet wurde.

### International
Für Finnland nahm Lajunen an der U20-Junioren-Weltmeisterschaft 2008 teil, bei der er mit seiner Mannschaft den sechsten Platz belegte. Nachdem er bereits in der Saison 2010/11 sein Debüt in der finnischen A-Nationalmannschaft gefeiert hatte, nahm er in den Jahren 2014 sowie 2017 an der Weltmeisterschaft teil. Dabei gewann er 2014 die Silbermedaille.

## Erfolge und Auszeichnungen
| - 2007 Finnischer U20-Junioren-Vizemeister mit den Espoo Blues - 2008 Finnischer Vizemeister mit den Espoo Blues - 2009 Finnischer U20-Junioren-Meister mit den Espoo Blues - 2011 Finnischer Vizemeister mit den Espoo Blues | - 2014 Teilnahme am AHL All-Star Classic (mit Färjestad BK) - 2014 Schwedischer Vizemeister mit dem Färjestad BK - 2021 Finnischer Vizemeister mit TPS Turku - 2022 Finnischer Vizemeister mit TPS Turku |

### International
- 2014 Silbermedaille bei der Weltmeisterschaft

## Karrierestatistik
Stand: Ende der Saison 2023/24

### International
Vertrat Finnland bei:
- U20-Junioren-Weltmeisterschaft 2008
- Weltmeisterschaft 2014
- Weltmeisterschaft 2017

(Legende zur Spielerstatistik: Sp oder GP = absolvierte Spiele; T oder G = erzielte Tore; V oder A = erzielte Assists; Pkt oder Pts = erzielte Scorerpunkte; SM oder PIM = erhaltene Strafminuten; +/− = Plus/Minus-Bilanz; PP = erzielte Überzahltore; SH = erzielte Unterzahltore; GW = erzielte Siegtore; 1 Play-downs/Relegation; Kursiv: Statistik nicht vollständig)